# 羅賓斯維爾鎮區 (新澤西州)
羅賓斯維爾鎮區（英語：Robbinsville Township）是位於美國新澤西州默瑟縣的一個鎮區。

## 地方資料
羅賓斯維爾鎮區的面積為53.30平方千米，當中陸地面積為52.94平方千米，而水域面積為0.36平方千米。根據2020年美國人口普查的數據，當地共有人口15476人，而人口密度為每平方千米290.36人。